# Lý Đức Thù
Lý Đức Thù (tiếng Hàn: 리덕수; Hanja: 李德洙 sinh tháng 11 năm 1943) là một viên chức người Trung Quốc gốc Triều Tiên. Ông là cựu Ủy ban Dân tộc giao Nhà nước Cộng hòa Nhân dân Trung Hoa, bí thư, thứ trưởng ban Công tác Mặt trận Thống nhất Trung ương Đảng Cộng sản Trung Quốc. Ông từng là Ủy viên dự khuyết của Ủy ban Trung ương Đảng Cộng sản Trung Quốc kỳ họp thứ tư 12, 13, 14, 15, 16. ĐCSTQ mười ba, mười bốn, mười lăm, mười sáu, mười bảy Quốc hội Nhân dân đại diện.